# OpenFeint
OpenFeintとはかつて存在していたモバイルゲーム向けのソーシャルプラットフォームでAndroid、iOSに対応していた。開発したのはAurora Feintというゲームの開発者が立ち上げた、社名がゲームと同名であるAurora Feint社だった。プラットフォームはゲームで使用されるSDKで構成されており、数種類のソーシャル・ネットワーキング機能をゲームの機能に統合することができる。OpenFeintは2012年終わりに閉鎖された。

## 歴史
2009年2月17日にOpenFeintがスタートした。
6月にバージョン2.0が公開され、初めて開発者がプラットフォームを自身のアプリケーションに統合できるようになった。
8月14日、バージョン2.1が公開。「ソーシャルチャレンジ」というユーザーが自身や友達のためのゲーム内で行えるタスクを作成したり、新たなチャレンジが合った時にユーザーに通知する機能が追加された。また友達を追加することができるようになっただけでなくユーザーインターフェースも新しくなった。
2010年1月8日に公開されたバージョン2.4ではレイアウトやスタンドアローンアプリケーション版が刷新された。同年1月時点でiOSのApp Storeにある900本以上のアプリケーションがOpenFeintに対応し、登録ユーザーも1000万人以上に上っていた。
9月15日にAndroidに対応することを発表。
2011年、コンピュータ詐欺、プライバシー侵害、契約違反、不誠実他7つの法令違反で集団訴訟を起こされた。ニュースレポートによると「OpenFeintはビジネスプランとして許可なしに携帯機器対応アプリケーション開発者や広告ネットワーク、モバイルアプリケーション市場におけるウェブ解析ベンダーのために個人情報へのアクセスや開示を行なっている。」としている。しかし後にこの集団訴訟は取り下げられている。
4月、グリーがOpenFeintを約1億米ドルで買収した
2012年11月16日、グリーは12月14日をもってサービスを終了しGREEに移行することを発表した。